# Axel Jonas Halbach

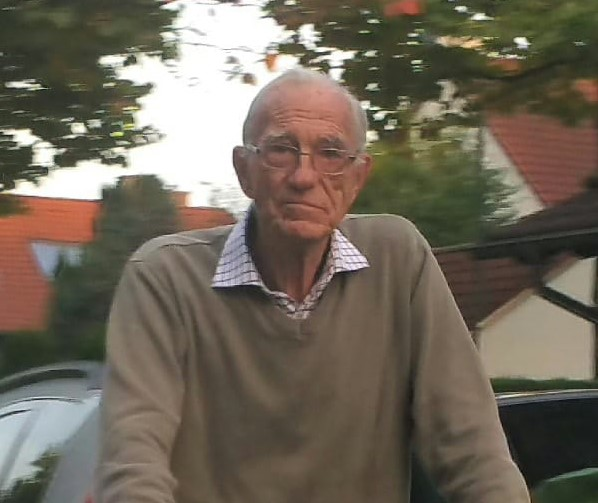
Axel Jonas Halbach (2017)

Axel Jonas Halbach (* 18. März 1934 in Hamburg; † 12. Dezember 2022 in Ismaning) war ein deutscher Diplom-Kaufmann und Schriftsteller.

## Leben und Wirken

### Beruflicher Werdegang
Halbach besuchte das Gymnasium Hamburg-Volksdorf, wo seine künstlerische Begabung gefördert wurde. Nach einer kaufmännischen Ausbildung war Halbach über viele Jahre am ifo Institut für Wirtschaftsforschung in München als Mitarbeiter der Abteilung für Entwicklungsländer tätig. In seiner Funktion war er de facto Chefredakteur der Afrika-Studien, eines renommierten wissenschaftlichen Forums, in dem zwischen 1975 und 1999 über 40 Bände erschienen.
Früh hatte er Reisen ins Ausland unternommen: in den Jahren 1956/57 und 1963/64 lebte er jeweils für ein Jahr in Südwest- und Südafrika. Diese prägenden Erfahrungen beeinflussten maßgeblich seine über 30 Jahre andauernde berufliche Tätigkeit in der Entwicklungszusammenarbeit, die ihn in mehr als 25 Länder Afrikas und Asiens führte. Im Laufe seiner beruflichen Tätigkeit führte er über 100 Entwicklungsprojekte durch. Unter anderem erbrachte er den empirisch gestützten Nachweis, dass Länder mit stärker marktwirtschaftlich orientierter Ordnungspolitik in Bezug auf wirtschaftliche und soziale Indikatoren erfolgreicher waren als planwirtschaftlich orientierte Staaten. Dies führte zu erheblichen Diskussionen innerhalb des Bundesministeriums für wirtschaftliche Zusammenarbeit (BMZ) und beeinflusste einen Paradigmenwechsel in der deutschen Entwicklungspolitik.
Ein Schwerpunkt seiner Arbeit lag auf dem südlichen Afrika, insbesondere auf Namibia. Schon vor der offiziellen Unabhängigkeit des Landes 1990 war Halbach mit zahlreichen Studien und der Erstellung eines Entwicklungsmasterplans betraut. Er koordinierte über zwanzig sektorale Untersuchungen und galt als einer der einflussreichsten externen Fachleute bei der Vorbereitung der Unabhängigkeit. Auch im Präsidentenbüro in Windhoek lagen später Empfehlungen aus seiner Feder aus.
Halbach ist Autor und Mitautor zahlreicher wissenschaftlicher Studien, die in den wichtigsten Bibliotheken weltweit verzeichnet sind. Seine Arbeiten behandeln Themen der Entwicklungsökonomie, internationalen Zusammenarbeit und regionalen Wirtschaftsanalyse.

### Künstlerisches Wirken
Das Schreiben, Malen und Dichten begleiteten ihn sowohl während seiner aktiven Berufstätigkeit als auch im Ruhestand. Als leidenschaftlicher Leser von Karl-May-Romanen begann Halbach bereits in seiner Jugend mit dem Schreiben von Abenteuergeschichten im Stil seines literarischen Vorbilds. Aus diesen frühen Texten entwickelten sich im Laufe der Zeit 20 eigenständige Bände. Bekannt wurde er vor allem für diese sogenannten Karl-May-Pastiche – in Mays Stil verfasste Romane, die auch dessen Figuren und Themen aufgriffen. Einige der Bücher erschienen im Blitz-Verlag München, andere im Selbstverlag.  Auch verfasste er humorvolle und reflektierender Gedichte, oft in Anlehnung an Wilhelm Busch. In Versform schilderte er Erlebnisse aus Schule, Studium, Beruf und Familienleben.
Eine Einzelausstellung der Malerei von Halbach fand im November 2017 in Ismaning im KreativRaum „An der Schwelle“ statt.

## Wissenschaftliche Publikationen (Auswahl)
- Ghana als Wirtschaftspartner. Verlag Bundesstelle für Aussenhandelsinformation, Köln 1969.
- Aspekte der Industrialisierung in Tropisch-Afrika. Weltforum-Verlag, München 1971.
- Theorie und Praxis der Evaluierung von Projekten in Entwicklungsländern. Weltforum-Verlag, München 1972.
- Die Südafrikanischen Bantu-Homelands: Konzeption, Struktur, Entwicklungsperspektiven. Weltforum-Verlag, München 1976, ISBN 3-8039-0129-4.
- Die neuen Staaten dieser Erde. Eine informative Länderkunde für über 100 Nationen. Hrsg.: Heinrich Schiffers unter Mitwirkung von Axel Halbal. Safari-Verlag, Berlin 1979, ISBN 3-7934-1546-5.
- mit Rigmar Osterkamp, Jürgen Riedel: Die Investitionspolitik der Entwicklungsländer und deren Auswirkung auf das Investitionsverhalten deutscher Unternehmer. Weltforum-Verlag, München 1982, ISBN 3-8039-0255-X.
- Multinationale Unternehmen und Zulieferindustrien in der Dritten Welt. Campus Verlag, Frankfurt/New York 1985, ISBN 3-593-33525-5.
- mit Klaus V. Beck: Rohstoffverarbeitung und Rohstoffvermarktung in der Süd-Süd-Kooperation. Weltforum-Verlag 1986, ISBN 3-8039-0339-4.
- Südafrika und seine Homelands. Strukturen und Probleme der „Getrennten Entwicklung“. Weltforum-Verlag, 1988, ISBN 3-8039-0359-9.
- mit Rigmar Osterkamp: Die Rolle des Tauschhandels für die Entwicklungsländer. Weltforum-Verlag, 1988, ISBN 3-8039-0367-X.
- mit Rigmar Osterkamp: Strukturanpassung in Entwicklungsländern und flankierende Maßnahmen der Industrieländer. Weltforum-Verlag, 1990, ISBN 3-8039-0386-6.
- mit Helmut Helmschrott: Industrialisierung der arabischen OPEC-Länder und des Iran: Ausbau und Planung der petrochemischen und energieintensiven Industrien. Weltforum-Verlag 1991, ISBN 3-8039-0395-5.
- mit Siegfried Schönherr: Der Golf nach dem Krieg: Wirtschaft, Politik, Rüstung. Weltforum-Verlag, 1991,  ISBN 3-8039-0397-1.
- mit Christine Ahrens, Uwe-Christian Täger: Transformation des Binnenhandels in Osteuropa. Ansätze der marktwirtschaftlichen Umgestaltung planwirtschaftlicher Distributionssysteme. Duncker und Humblot, 1993, ISBN 3-428-07874-8.
- mit Helmut Helmschrott: Wirtschaftspolitische Reformen in Indien: Analyse – Kritik – Erfahrungen. Weltforum-Verlag, 1994, ISBN 3-8039-0423-4.
- Perspektiven regionaler Wirtschaftskooperation im Nahen Osten. Weltforum-Verlag, 1994, ISBN 3-8039-0422-6.
- mit Thomas Röhm: Das neue Südafrika: Wachstumsimpulse für den schwarzen Kontinent? Weltforum-Verlag, 1998, ISBN 3-8039-0481-1.
- Namibia: Wirtschaft, Politik, Gesellchaft nach zehn Jahren Unabhängigkeit. Weltforum-Verlag, Bad Godesberg 2000. ISBN 3-8039-0494-3.

## Literarische Werke (Auswahl)
In der Reihe Kara ben Nemsi - Neue Abenteuer im Blitz-Verlag
- Die El-Wahabiya-Bande. Band 16, E-Book, ISBN 978-3-95719-126-7.
- Der Karawanentod. Band 17, E-Book, ISBN 978-3-95719-127-4.
- Auf dem Weg zu Halef. Band 18.
- Im Tal der Herba Juvenilis. Band 19.
- Der Blick des Tetrapylon. Band 20. E-Book, ISBN 978-3-95719-130-4.
- Schwarzes Elfenbein. Band 21. E-Book, ISBN 978-3-95719-131-1.
- Von Leptis Magna in den Dschebel Nefusa. Band 22. E-Book, ISBN 978-3-95719-132-8.
- König Salomons Diamanten. Band 23. E-Book, ISBN 978-3-7579-9540-9.

In der Reihe Im Wilden Westen Nordamerikas (Neue Abenteuer mit Old Shatterhand) im Blitz-Verlag
- Im Land der Saguaros. Band 14. ISBN 978-3-95719-445-9.[6]
- Der Schatz der Kristallhöhle. Band 15, Hrsg.: H. W. Stein, E-Book ISBN 978-3-95719-446-6.
- Das Gold der Apachen. Band 16. E-Book, ISBN 978-3-95719-447-3.
- Bloody Fox. Band 17. Taschenbuch, E-Book, ISBN 978-3-95719-448-0.
- Blutige Schluchten. Band 19. E-Book, ISBN 978-3-95719-450-3.
- Schamanen. Band 20. E-Book, ISBN 978-3-7579-9528-7.

Quelle 

### Rezeption
Die literarischen Arbeiten Halbachs wurden in verschiedenen Fachpublikationen diskutiert. Volker Krischel würdigte sein Werk unter anderem in den KMG-Nachrichten sowie in der Zeitschrift Karl May in Leipzig. Halbachs Texte galten als respektvolle und kreative Erweiterung des Karl-May-Kosmos.